# Bombardeo del Hospital Europeo de Gaza
El bombardeo del Hospital Europeo de Gaza fueron una serie de ataques aéreos llevados a cabo el 13 de mayo de 2025 por la Fuerza Aérea de Israel contra el Hospital Europeo de Gaza en Jan Yunis, Franja de Gaza, en los que murieron al menos veintiocho personas y al menos otras cuarenta resultaron heridas. Fuentes israelíes informaron que el líder de Hamás, Mohamed Sinwar, fue el objetivo del ataque y que fue asesinado junto con otros militantes de Hamás.

## Bombardeos
En la tarde del 13 de mayo de 2025, aviones de guerra de la Fuerza Aérea israelí lanzaron simultáneamente al menos nueve bombas antibúnkeres entre docenas de otras municiones, que impactaron en la entrada del servicio de urgencias del Hospital Europeo, así como el patio de mantenimiento, el hospital es una de las instalaciones médicas más grandes de Gaza y alberga a palestinos desplazados junto a sus pacientes y personal. La CNN lo describió como «uno de los ataques más grandes en Gaza en las últimas semanas» y fue el segundo ataque israelí contra un hospital ese día, después de un bombardeo contra el Hospital Nasser que mató a dos personas, incluido el fotoperiodista Hasán Aslí, director de la agencia de noticias Alam24, y otras doce personas resultaron heridas, incluida una de gravedad.
Los videos del lugar de los impactos mostraron grandes columnas de humo sobre la zona. Se formaron varios cráteres que sepultaron varios vehículos. Además se reportaron daños importantes en la entrada del hospital, y el suelo se derrumbó en la zona alcanzada.
En una declaración conjunta, las Fuerzas de Defensa de Israel (FDI) y el Shin Bet afirmaron que el ataque tenía como objetivo a «operativos de Hamás» que supuestamente se encontraban «en un centro de mando y control subterráneo» debajo del centro hospitalario. Las FDI publicaron más tarde imágenes que, según dijeron, mostraban un túnel descubierto por el ataque, aunque el vídeo mostraba imágenes de la escuela Yenín, que está adyacente al hospital. La Unidad del Portavoz de las FDI dijo más tarde que el túnel se extendía hasta el hospital, sin proporcionar ninguna prueba. Fuentes de seguridad israelíes afirmaron que el objetivo del ataque era el líder de Hamás, Mohamed Sinwar, aunque las propias FDI no confirmaron la identidad del objetivo. Sinwar asumió el liderazgo del ala militar del grupo tras el asesinato de Mohamed Deif, en julio de 2024, y se convirtió en el líder de facto del grupo tras la muerte de su hermano, Yahya, a manos de las fuerzas israelíes en octubre.
Los ataques fueron aprobados «en tiempo real» por el primer ministro israelí, Benjamin Netanyahu, el ministro de Defensa, Israel Katz, y el jefe del Estado Mayor, Eyal Zamir, quienes lo vieron como una «oportunidad inmediata que había surgido» al descubrir que no había rehenes israelíes en la zona.
Tras los ataques iniciales, drones israelíes permanecieron en la zona, manteniendo el asedio al hospital para impedir que se atendieran a los heridos. Dos miembros de la Defensa Civil Palestina resultaron heridos en un ataque con un dron cuadricóptero mientras se aproximaban al hospital. La tarde del día siguiente se produjeron seis ataques más en la zona del hospital, uno de ellos impactó una excavadora en el patio.

## Víctimas
El Ministerio de Salud de Gaza declaró que veintiocho personas murieron en los ataques y decenas resultaron heridas. Entre los heridos se encontraba un periodista independiente que trabajaba para la BBC. Según la Defensa Civil Palestina, los cadáveres estaban esparcidos por todo el complejo hospitalario, lo que dificultó las operaciones de recuperación. Los heridos fueron trasladados al cercano Hospital Nasser, donde el personal médico se vio desbordado por la enorme afluencia de heridos.
No estaba claro si Mohamed Sinwar murió en el ataque, y las FDI investigaban si lo habían asesinado con éxito. Según fuentes de seguridad, Sinwar tenía pocas posibilidades de sobrevivir si se encontraba en el túnel en el momento de los ataques. Hamás negó que tuviera instalaciones militares en el hospital y afirmó que el ataque israelí tenía como objetivo dejar el hospital fuera de servicio y agregó que «La ocupación ha utilizado repetidamente estas afirmaciones para destruir el sector médico y matar y aterrorizar a civiles inocentes».
Según el canal saudí Al-Hadath, el cuerpo de Sinwar fue recuperado del túnel junto con el de Muhammad Shabana, comandante de la Brigada Rafah de Hamás. El ministro de Defensa israelí, Israel Katz, afirmó que «no hay confirmación oficial, pero según todos los indicios, fue asesinado el sábado». El ejército israelí inició una investigación para tratar de confirmar la posible muerte de Sinwar. Mientras que el portavoz de Hamás en el Líbano, Osama Hamdan, negó que Sinwar hubiera sido asesinado, afirmando que miembros de Hamás en la Franja de Gaza le habían dicho que todavía estaba vivo. El 31 de mayo, las FDI y el Shin Bet confirmaron que Sinwar había muerto en el ataque. El 8 de junio, las FDI afirmaron haber encontrado el cuerpo de Sinwar en un «túnel subterráneo debajo del hospital».
El 7 de junio de 2025, las Fuerzas de Defensa de Israel (FDI) publicaron una serie de imágenes que según dijeron correspondía a túneles debajo del hospital. Esta afirmación fue rechazada por la Oficina de Medios del Gobierno en Gaza, diciendo que la acusación era falsa y fabricada.
Tras este rechazo, las FDI organizaron una visita controlada para medios de comunicación seleccionados, lo que supuso la primera visita de periodistas occidentales a Gaza en varios meses. Según las FDI, el acceso al túnel se retrasó porque «tuvimos que ventilarlo durante unos días antes de permitir el acceso a alguien», alegando la acumulación de gases procedentes de la descomposición de los cuerpos. La BBC, que no participó en la visita de prensa organizada y controlada por las FDI, informó a través de su unidad BBC Verify que, si bien identificaron un agujero excavado recientemente cerca de la entrada de urgencias del hospital, no pudieron verificar de forma independiente si los túneles y las salas asociadas se encontraban efectivamente debajo del hospital. La BBC también solicitó imágenes de video sin editar ni cortes, pero las FDl no las proporcionaron.

## Véanse también
- Ataques israelíes contra el sector sanitario en la Guerra Israel-Gaza
- Ataques israelíes contra periodistas en la guerra de Gaza
- Crímenes de guerra en la guerra de Gaza
- Crisis humanitaria de Gaza
- Protestas por la guerra en Gaza
- Genocidio en Gaza
- Cronología del colapso de la atención sanitaria en la Franja de Gaza